# Jamaicana unicolor
Jamaicana unicolor är en insektsart som beskrevs av Brunner von Wattenwyl 1895. Jamaicana unicolor ingår i släktet Jamaicana och familjen vårtbitare. Inga underarter finns listade i Catalogue of Life.